# 夙沙衛
夙沙衞，（？—前554年），衛國人，春秋時期齊國政治人物。
前571年春，齊國出兵攻萊，夙沙衞受萊臣正輿子之賄賂而使齊國退兵。
前556年，齊靈公攻打魯國邊境，俘虜了臧堅，齊靈公派夙沙衛去慰問他，並且告訴他不要自殺。臧堅叩頭說：「謹拜謝君主的命令。然而君主賜我不死，卻又故意派一個宦官來對一個士大夫表示敬意。」臧堅用小木樁刺入傷口自殺。
前555年，晋、魯攻齊，戰於平陰，夙沙衞统兵抗擊。
前554年，齊靈公重病，廢太子光，以公子牙為太子，並以高厚為太傅、夙沙衞為少傅佐助太子。然而崔杼迎回太子光，齊靈公卒，晋魯聯軍得到齊靈公逝世的消息後就退兵。太子光登位，即齊莊公，公子牙被執，高厚被殺，夙沙衞奔往高唐。齊莊公率軍圍困高唐，高唐人殖綽、工僂於某夜放齊軍入城，夙沙衞被殺。